# Публій Семпроній Тудітан
Публій Семпроній Тудітан (лат. Publius Sempronius Tuditanus; ? — після 200 до н. е.) — політичний, державний та військовий діяч Римської республіки, консул 204 року до н. е., цензор 209 року до н. е.

## Життєпис
Походив з впливового плебейського роду Семпроніїв. Син Гая Семпронія Тудітана. Про молоді роки мало відомостей. 
У 216 році до н. е. його обрано військовим трибуном. У цей час тривала Друга Пунічна війна. Брав участь у битві при Каннах. Зумів вирватися з оточення й відступити до Канізія. У 214 році до н. е. його обрано курульним еділом, а у 213 році до н. е. — претором. На цій посаді захопив місто Атрін, взявши у полон 500 ворогів.
У 209 році до н. е. його обрано цензором разом з Марком Корнелієм Цетегом. Цензори виключили з сенату 8 сенаторів й покарали вершників, які не виявили хоробрості у війні із Ганнібалом.
У 205 році до н. е. очолив війська в Іллірії, де завершив Першу македонську війну з царем Філіпом V. Було укладено мир у м. Фойніке, за яким Римська республіка отримала частину узбережжя Іллірії.
У 204 році до н. е. його обрано консулом разом з Марком Корнелієм Цетегом. Як провінцію отримав область Брутіум. Після кількох невдач Тудітан з'єднався з військами Публія Ліцинія Красса Діва, після чого завдав поразки Ганнібалу неподалік Кротона. На честь цього успіху Тудітан заклав на Квіріналі (пагорб Риму) храм Фортуни Прімігенії.
У 200 році до н. е. входив до складу посольство, яке відвідало грецькі міста та союзи, потім вело перемовини з Антіохом III, царем Сирії, та Птолемеєм V, царем Єгипту. Подальша доля Тудітана невідома.